# 1383
- Wikisource

| Calendário gregoriano                                                        | 1383 MCCCLXXXIII                                      |
| Ab urbe condita                                                              | 2136                                                  |
| Calendário arménio                                                           | 832 – 833                                             |
| Calendário bahá'í                                                            | -461 – -460                                           |
| Calendário budista                                                           | 1927                                                  |
| Calendário chinês                                                            | 4079 – 4080 Início a 3 de fevereiro (aproximadamente) |
| Calendário copta                                                             | 1099 – 1100                                           |
| Calendário etíope                                                            | 1375 – 1376                                           |
| Calendários hindus - Vikram Samvat - Calendário nacional indiano - Cáli Iuga | 1438 – 1439 1304 – 1305 4483 – 4484                   |
| Calendário Holoceno                                                          | 11383                                                 |
| Calendário islâmico                                                          | 785 – 786                                             |
| Calendário judaico                                                           | 5143 – 5144                                           |
| Calendário persa                                                             | 761 – 762                                             |
| Calendário rúnico                                                            | 1633                                                  |
| Calendário solar tailandês                                                   | 1926                                                  |

1383 (MCCCLXXXIII, na numeração romana) foi um ano comum do século XIV do Calendário Juliano, da Era de Cristo, e a sua letra dominical foi D (53 semanas), teve início a uma quinta-feira e terminou também a uma quinta-feira.
| Ano completo                        |
| ----------------------------------- |
| Ano comum com início à quinta-feira |

## Eventos
- Wycliffe apresenta sete artigos ao parlamento contendo a essência da sua doutrina.[1]
- Despenser, bispo de Norwich [Nota 1] organiza uma cruzada  para apoiar os flamengos, que não tem sucesso.[1] Os flamengos haviam sofrido uma derrota, no ano anterior, para Carlos VI da França.[2]
- O povo sofre opressão na França.[1]
- Morte do rei Fernando I de Portugal, o Formoso
- João I, bastardo de Pedro I de Portugal, que era regente, torna-se rei de Portugal. Inicia-se um período de prosperidade no reino.[1]
- Tamerlão conquista o Turquestão.[1]